# Benjamin Morik

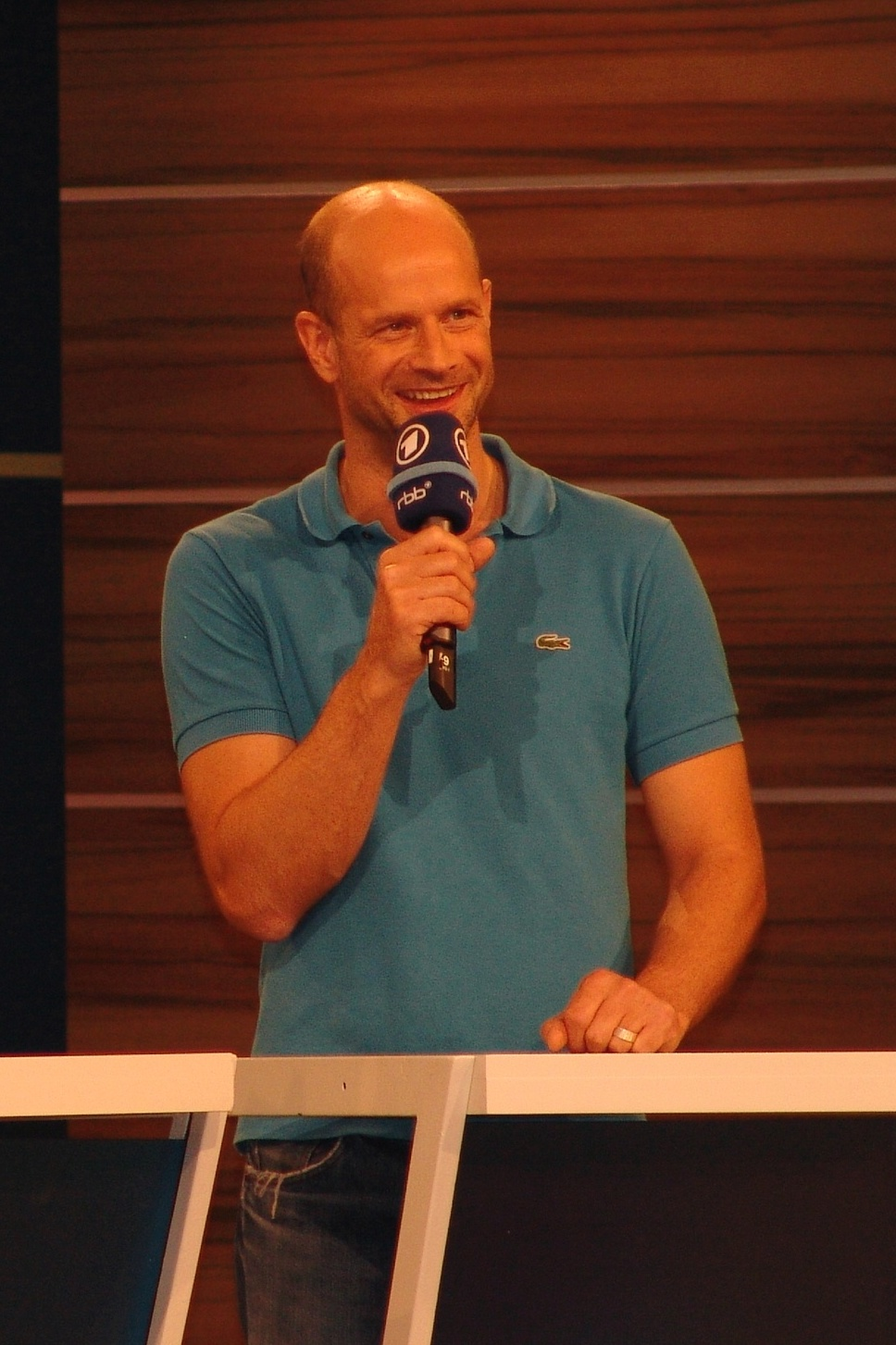
Benjamin Morik, 2011

Benjamin Morik (* 29. September 1968 in Hamburg) ist ein deutscher Schauspieler.

## Leben
Benjamin Morik absolvierte seine Schauspielausbildung zwischen 1992 und 1996 an der Hochschule für Musik und Theater Bern und konnte sich in der Folgezeit als Theater- und Filmschauspieler etablieren. Seit 2001 war Morik als Darsteller in über achtzig Fernsehproduktionen zu sehen. Dabei arbeitete er unter anderem mit den Regisseuren Lars Jessen, Thorsten Näter, Martin Enlen, Ed Herzog, Hermine Huntgeburth, Michael Verhoeven, Philipp Kadelbach, Thomas Freundner, Ilker Çatak und Thomas Berger zusammen. Von 1996 bis 2001 gehörte er zum Theaterensemble des Schauspiel Essen. Im Anschluss gastierte er weiterhin dort sowie am Theater an der Ruhr in Mülheim, von 2010 bis 2011 am Theater Oberhausen und von 2012 bis 2013 am Staatstheater Braunschweig. 2016 stand er in der Schweizer Erstaufführung des Gerichtsdramas Terror von Ferdinand von Schirach in Bern auf der Bühne, am 1. Dezember 2018 hatte er am Theater Bonn Premiere mit Molières Der Menschenfeind.
2003 spielte Morik einen jungen Kommissar im Kieler Tatort Väter, dem ersten Borowski-Tatort mit Axel Milberg und Maren Eggert. Von 2004 bis 2016 spielte Morik in 18 Filmen der Fernsehreihe Tatort die Rolle des Konstanzer Rechtsmediziners Curd Wehmut. Im Jahr 2005 war er in einer Hauptrolle als verzweifelter Ehemann und überforderter Vater des Todesschützen an der Seite von Sabine Postel, Oliver Mommsen und Christina Große im Bremer Tatort Todesengel zu sehen.

## Ehrungen und Auszeichnungen
- 2000: Nominierung zum Schauspieler des Jahres.

## Filmografie (Auswahl)

### Fernsehen
- 2002: Mit dem Rücken zur Wand (ZDF-Film, Regie: Thorsten Näter)
- 2002, 2004: Doppelter Einsatz (RTL-Serie, zwei Folgen, Regie: Thorsten Näter)
- 2002: Stahlnetz – PSI (ARD-Film, Regie: Markus Imboden)
- 2003: Bella Block: Kurschatten (ZDF-Film, Regie: Thorsten Näter)
- 2003: Tatort – Väter (ARD-Reihe, Regie: Thomas Freundner)
- 2004: Folgeschäden (ARTE-Film, Regie: Samir Nasr)
- 2004: Wilsberg – Der Minister und das Mädchen (TV, Regie: Denis Satin)
- 2004: Das allerbeste Stück (Pro7-Film, Regie: Matthias Kopp)
- 2004–2016: Tatort Konstanz mit Blum und Perlmann
- 2005, 2011: SOKO Köln (ZDF-Serie, Regie: Florian Kern,  Axel Barth)
- 2005: Alarm für Cobra 11 (RTL-Serie, eine Folge, Regie: Axel Barth)
- 2005: Tatort – Todesengel (ARD-Reihe, Regie: Thorsten Näter)
- 2006: Die Abrechnung (ZDF-Film, Regie: Thorsten Näter)
- 2006: Die Sitte (RTL-Serie, eine Folge, Regie: Daniel Helfer)
- 2007: Notruf Hafenkante (ZDF-Serie, eine Folge, Regie: Stephan Meyer)
- 2007: Deadline – Jede Sekunde zählt (Sat1-Serie, eine Folge, Regie: Thorsten Schmidt)
- 2007: Heimweh nach drüben (ARD-Film, Regie: Hajo Gies)
- 2007: Die Housesitterin (Sat1-Film, Regie: Peter Stauch)
- 2007, 2011: SOKO Wismar (TV-Serie, zwei Folgen)
- 2008, 2010: In aller Freundschaft (TV-Serie, zwei Folgen; Regie: Peter Wekwerth, Hans Werner)
- 2008: Rosa Roth – Das Mädchen aus Sumy (TV-Reihe, Regie: Carlo Rola)
- 2008: Unschuldig (TV-Serie, eine Folge, Regie: Philipp Kadelbach)
- 2008: Die Deutschen (Fernsehdokumentarserie, eine Folge)
- 2009: Stubbe – Von Fall zu Fall: Reise in den Nebel (ZDF-Film, Regie: Peter Kahane)
- 2010, 2011: Danni Lowinski (TV-Serie, zwei Folgen, Regie: Richard Huber)
- 2010: Da kommt Kalle (TV-Serie, eine Folge, Regie: Patrick Winczewski)
- 2011: Die Pfefferkörner (ARD-Serie, Regie: Stefan Rick)
- 2011: Sprinter – Haltlos in die Nacht (ARD-Film, Regie: Petra Wagner)
- 2012: Die Schuld der Erben (ZDF-Film, Regie: Uwe Janson)
- 2012: Herzversagen (ZDF-Film, Regie Dagmar Hirtz)
- 2012: Eine Hand wäscht die andere (ARD-Film, Regie: Hermine Huntgeburth)
- 2015: Männer! Alles auf Anfang (RTL-Serie, eine Folge, Regie: Sebastian Sorger)
- 2015: Rentnercops – Atemlos durch die Nacht (ARD-TV-Serie, Regie: Thorsten Näter)
- 2015: Großstadtrevier – Hals über Kopf (TV-Serie) (ARD-Serie, Regie: Lars Jessen)
- 2015: Großstadtrevier – Wer du wirklich bist (TV-Serie) (ARD-Serie, Regie: Lars Jessen)
- 2015: Wilsberg – Bittere Pillen (ZDF-Reihe, Regie: Martin Enlen)
- 2015: Simon sagt auf Wiedersehen zu seiner Vorhaut (Kinofilm, Regie: Viviane Andereggen)
- 2016: Die Rosenheim-Cops – Der falsche Mann (ZDF-Serie, Regie: Jörg Schneider)
- 2017: Matula  (ZDF-Film, Regie: Thorsten Näter)
- 2017: Alles Klara – Dunkle Bräute, (ARD-Serie, Regie: Thomas Freundner)
- 2018: Leningrad Symphony, (Arte-Film, Regie: Carsten Gutschmidt)
- 2018: Bad Cop, (RTL-Serie, Regie: Michael Kreindl)
- 2018: Friesland – Der blaue Jan, (ARD-Reihe, Regie: Marc Rensing)
- 2018: Großstadtrevier – Duell auf der Rennbahn (ARD-Serie, Regie: Torsten Wacker)
- 2019: Die verschwundene Familie, (ZDF-Film, Regie: Thomas Berger)
- 2020: Der Liebhaber meiner Frau (ARD-Film, Regie: Dirk Kummer)
- 2020: Die Kanzlei – Ein seltsames Paar (ARD-Serie, Regie: Torsten Wacker)
- 2020: Da is’ ja nix (NDR-Serie, Regie: Matthias Steurer)
- 2021: Mutter, Kutter, Kind (ARD-Film, Regie: Matthias Tiefenbacher)
- 2022: Hubert ohne Staller – Urlaub in der Hölle (ARD-Serie, Regie: Carsten Fiebeler)
- 2023: Großstadtrevier – Mein großer Freund Fred (ARD-Serie, Regie: Stephanie Stöcker)
- 2023: Hotel Mondial – Alles auf eine Karte (ZDF-Serie, Regie: Jurij Neumann)

### Kinofilme
- 2006: Asudem
- 2007: Die Eisbombe
- 2013: Die Männer der Emden
- 2014: Wo wir sind (Kurzfilm)
- 2015: Simon sagt Auf Wiedersehen zu seiner Vorhaut

### Synchronrollen
- 2011–2012: Dar Salim / Amir (Umweltminister) in Borgen – Gefährliche Seilschaften (Serie, Dänemark, 2010–2011)
- 2012: Éric Elmosnino / Julien in Léa (Kinofilm, Frankreich, 2011)
- seit 2013: David Carling / Charlie der Fischer in Feuerwehrmann Sam
- 2016: Randy Havens / Der Lehrer Mr. Clarke in Stranger Things